# Gionee
Gionee (ufficialmente Gionee Communication Equipment Co. Ltd. e stilizzata GIONEE; (ZH) ) è stata un produttore cinese di telefoni cellulari con sede a Shenzhen, Guangdong.
Fondata nel 2002
Era uno dei più grandi produttori di telefoni cellulari della Cina 
Secondo Gartner, la sua quota di mercato in Cina era del 4.7% nel 2012, e si era estesa in altri mercati tra cui Taiwan, India, Bangladesh, Nigeria, Vietnam, Birmania, Nepal, Thailandia, le Filippine e Algeria.
Al termine del 2018 è stata sottoposta a procedimento giudiziario per bancarotta.